# Fred Adlmüller
Wilhelm Alfred « Fred » Adlmüller (né le 16 mars 1909 à Nuremberg, mort le 26 septembre 1989 à Vienne) est un styliste germano-autrichien.

## Biographie
Fred Adlmüller est le fils de Burkhard Adlmüller, propriétaire du Mansfelder Braustüberl à Nuremberg et des hôtels-restaurants munichois Römerschanze et Grünwalder Weinbauer, et d'Elise Augustin Geubig. De 1923 à 1927, il effectue un apprentissage de cuisinier à l'hôtel Vier Jahreszeiten de Munich. Il travaille ensuite dans l'entreprise de son père jusqu'en 1929. Puis il vient à Vienne, dans le but d'acquérir de l'expérience pour la poursuite de l'entreprise à Nuremberg.
Cependant il accepte un emploi dans la maison de couture Ludwig Zwieback & Brüder qu'il quitte pour devenir acheteur de mode à la maison de couture Stone & Blyth d'abord dans la succursale de Bad Gastein, puis à Vienne au siège du Palais Esterházy. Il commence à travailler en 1934 à sa première collection. À partir de 1936, il travaille également comme costumier dans des théâtres à Vienne et à l'étranger.
Lorsque les propriétaires de la maison de couture, Ignaz Sass et sa femme, émigrent à Londres en tant que Juifs après l'Anschluss, ils nomment directeur général Fred Adlmüller, qui n'est pas apte à l'armée (en raison de la scarlatine et plus tard d'une maladie rénale). Adlmüller est également directeur général sous le nouveau propriétaire Heribert Schindelka, qui reçoit l'entreprise dans le cadre de l'aryanisation.
Vers la fin de la Seconde Guerre mondiale, il collabore au film Wiener Mädeln. Après la guerre, Schindelka est arrêté et Fred Adlmüller est d'abord directeur général intérimaire puis confirmé par le couple Sass, toujours en Angleterre. Grâce à son travail pour les officiers soviétiques, il peut présenter la première collection d'après-guerre à l'automne 1945. En 1946, il reçoit la nationalité autrichienne. En 1949, les premiers propriétaires reviennent à Vienne. Avec eux, Adlmüller fonde la société Stone & Blyth Nachfolger – W. F. A. Ges.m.b.H., qui a une succursale à Munich. En 1950, Adlmüller peut reprendre complètement l'entreprise en versant une rente au couple Sass. Il emploie jusqu'à 70 personnes pour la production et la vente.
Sa mode féminine, qui est portée par des célébrités germanophones et étrangères et des femmes politiques, est décrite comme de la couture dans un style classique féminin, mais il fournit aussi les costumes des présidents fédéraux de la Seconde République. Dans les années 1950, il crée le parfum Eau de Vienne.
À l'Exposition universelle de 1958 à Bruxelles, il reçoit le Grand Prix de la plus belle robe d'hôtesse. En 1973, il ferme les succursales de Bad Gastein et de Munich.
Entre 1973 et 1979, Fred Adlmüller est professeur titulaire à l'université des arts appliqués de Vienne et dirige la classe pour la mode ; Karl Lagerfeld lui succède en 1980.
Après sa mort, ses biens personnels sont vendus aux enchères par Dorotheum le 20 juin 1990 en faveur de l'ordre souverain de Malte, les robes modèles sont vendues aux enchères le 17 janvier 1991. Il est enterré dans une tombe honorifique au cimetière central de Vienne (groupe 33 G, numéro 77).

## Filmographie
- 1943 : Les femmes ne sont pas des anges
- 1944 : Hundstage
- 1944 : Am Vorabend
- 1948 : Valse céleste
- 1948 : Fregola (de)
- 1949 : Wiener Mädeln
- 1949 : Amour d'enfer (de)
- 1951 : Der schweigende Mund (de)
- 1952 : Alle kann ich nicht heiraten
- 1952 : Illusion in Moll
- 1954 : Ma chanson te suivra
- 1954 : Das Licht der Liebe
- 1954 : Elle
- 1954 : Weg in die Vergangenheit
- 1955 : La Patronne de la Couronne d'or (de)
- 1956 : Liebe, die den Kopf verliert
- 1956 : Wo die Lerche singt
- 1957 : Unter Achtzehn
- 1958 : Im Prater blüh'n wieder die Bäume
- 1958 : Le Labyrinthe de l'amour
- 1961 : Geständnis einer Sechzehnjährigen
- 1962 : Les Liaisons douteuses